# Nokia E65
Nokia E65 – telefon komórkowy z systemem operacyjnym Symbian, produkcji fińskiej firmy Nokia. Telefon należy do biznesowej serii E.

## Najważniejsze cechy i funkcje
- System operacyjny: Symbian S60
- Procesor: ARM 9 Dual CPU (220 MHz)
- Pamięć RAM (64 MB, w tym 24 MB dla użytkownika) oraz obsługa MIDP 2.0 umożliwiająca uruchamianie aplikacji Java
- Szybki dostęp do internetu dzięki połączeniom 3G – HSDPA[2] i WLAN
- Możliwość rozszerzenia pamięci poprzez karty microSD (do 2 GB)
- Wbudowany klient e-mail
- Rozmowy VoIP
- Fabrycznie zainstalowane aplikacje biurowe Quickoffice i Adobe Reader LE umożliwiają odczyt dokumentów, arkuszy kalkulacyjnych, prezentacji i plików PDF

## Częstotliwość działania
- GSM 850/900/1800/1900
- W-CDMA 2100

## Wymiary i waga
- Wymiary: 105 x 49 x 15,5 mm
- Masa telefonu z baterią: 136,5 g
- Masa baterii: 21,5 g
- Objętość: 74 cm³

## Wyświetlacz
- 2,2" - 240 x 320 pikseli - z aktywną matrycą (TFT) o 16 milionach kolorów, z regulacją kontrastu oraz jasności wyświetlacza

## Aparat fotograficzny i kamera

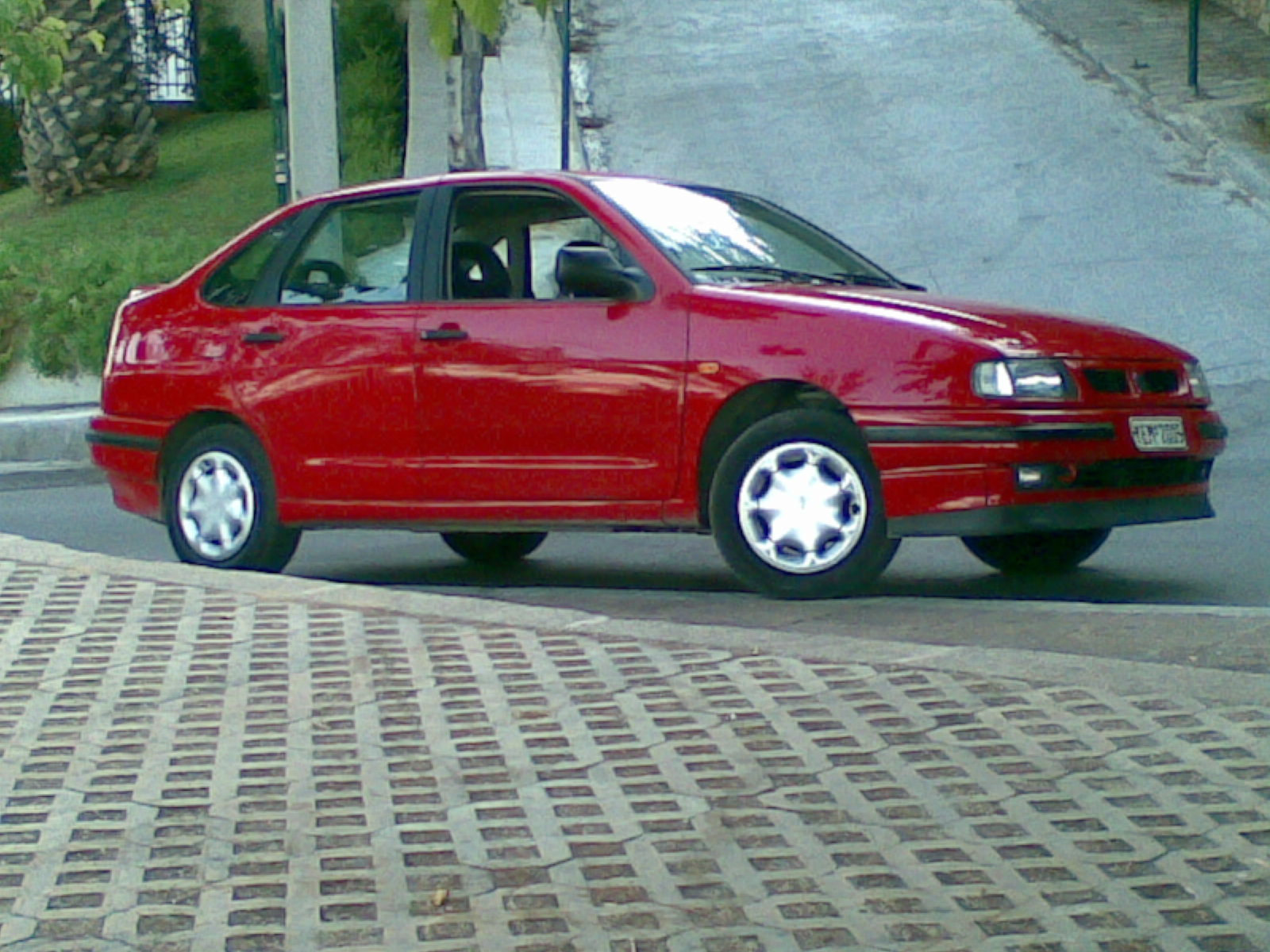
Zdjęcie zrobione telefonem Nokia E65

- Wbudowany aparat 2 Mpx z czterokrotnym zbliżeniem cyfrowym (zoom)
- Możliwość odtwarzania plików i transmisji strumieniowych w formacie MPEG-4, H.263 (3GPP) i RealMedia
- Nagrywanie wideo w formacie H.263 (3GPP) i MPEG-4, 15 klatek na sekundę, o maksymalnej rozdzielczości 352 x 288
- Połączenia wideo

## Muzyka
- Odtwarzacz plików muzycznych.
- Dyktafon.
- Odtwarzane formaty: AAC, AMR-NB, AMR-WB, eAAC+, M4A, MIDI Tones (poly 48), Mobile XMF, MP3, MP4, RealAudio, SP-MIDI.
- Zestaw słuchawkowy: HS-5 firmy Nokia.

## Łączność
- Możliwość łączenia się i wyszukiwania sieci WLAN (IEEE 802.11b/g)
- Obsługa standardu Bluetooth w wersji 1.2
- IrDA (podczerwień)
- Kabel do transmisji danych CA-53 (USB)

## Transmisja danych
- GPRS/EGPRS (klasa A, wieloszczelinowa klasa 32)
- Synchronizacja danych za pomocą pakietu Nokia PC Suite

## Zasilanie
- Bateria Li-Ion BL-5F o pojemności 950 mAh, umożliwiająca (według producenta) od 7 do 11 dni czuwania lub od 3 do 6 godzin rozmowy (w trybie GSM)